# Сімпсоніт
Сімпсоніт — мінерал з класу оксидів, має загальну формулу {\displaystyle {\ce {Al4(Ta,Nb)3O13(OH)}}}.
Зустрічається у формі евгедральних, субевгедральних, пластинчастих, коротких і призматичних кристалів, зазвичай у субпаралельних групах. Під петрографічним мікроскопом має дуже високий рельєф.
Відкритий у 1938 році, мінерал був названий на честь Едварда Сідні Сімпсона (1875—1939), урядового мінералога та аналітика із Західної Австралії.
Це акцесорний мінерал у деяких багатих на тантал гранітних пегматитах. Він зустрічається в асоціації з танталітом, манганотанталітом, мікролітом, тапіолітом, берилом, сподуменом, монтебразитом, поллуцитом, петалітом, евкриптитом, турмаліном, мусковітом і кварцем.
Його можна знайти в кількох місцях по всьому світу, зокрема у копальнях Онка та Параїба в Ріо-Гранді-ду-Норті, Бразилія, і в Табба-Табба, Західна Австралія.